# Музей Добре
Музе́й Добре́ (фр. Musée Dobrée) — один з головних історичних музеїв Нанта. За заповітом мецената Тома Добре (1810—1895) належить генеральній раді департаменту Атлантична Луара. Організаційно об'єднаний з міським археологічним музеєм, спочатку державним.

## Історія
Добре був родом з сім'ї нормандських гугенотів, які влаштувалися в XVI столітті на Гернсі. Члени сім'ї Добре були торговцями та арматорами в порту Нанта. У віці 28 років Добре залишив справи та зайнявся колекціонуванням предметів мистецтва та старовини. З 1862 року будував «палац», призначений для розміщення 10 тисяч об'єктів своєї колекції. Зібрання Добре особливо цінне старими книгами (інкунабули, стародруки бретонські книги), рукописами, живописом, монетами і медалями, а також колекцією нідерландських і німецьких гравюр.
Палац Добре збудований у неороманському стилі та знаходиться поблизу купленої ним середньовічної єпископської резиденції (так званий мануаром де ла Туш, 1425—1440). У цій резиденції відбувався суд над Жилем де Ре, який увійшов в історію як Синя борода, а 1442 року в ній же помер герцог Бретані Іоанн V, чиє ім'я носить площа перед музеєм Добре. У XV—XVII століттях в будівлі жили ірландські ченці. На одній з башт цієї споруди Добре наказав написати по-бретонськи девіз, що відображає його тягу до знань — «Ann dianaf a rog ac'hanoun» (в нині прийнятій орфографії «An dianav a rog ac'hanon» — «невідоме мене пожирає»). Каплицю святого Гавриїла, ровесницю будівлі Добре розпорядився знести, бо вона заважала спорудження його палацу.
8 серпня 1894 року Добре заповів свій палац, архієпископську резиденцію та колекції департаменту Нижньої Луари (нині Атлантична Луара) з дозволом згодом перенести археологічні колекції департаменту в куплену ним будівлю мануар де ла Туш, але наполягав на тому, щоб у цьому випадку державний археологічний музей і музей Добре мали окремий вхід. Його воля дотримується досі. У наступному році Добре помер, а 1896 року відкрився для публіки його музей. З цього ж року там розміщено золоту скриньку для серця Анни Бретонської — одна з найважливіших національних реліквій. 1974 року виявилося необхідним розширити площі музею та побудувати окремий сучасний флігель.
Єгипетська колекція музею не пов'язана із зібранням Тома Добре. Вона сходить до зібрання єгиптолога та натураліста Фредеріка Кайо з Нанта (великий дар місту 1819 року; згодом він заповів археологічний музей міста та іншу частину свого зібрання). У XX столітті ця колекція об'єдналася з розташованими в іншому нантського музеї (на території замку герцогів Бретані) предметами, зібраними Альбером Гейе в ході розкопок єгипетського Антінуполя в 1907—1908 роках

## Галерея

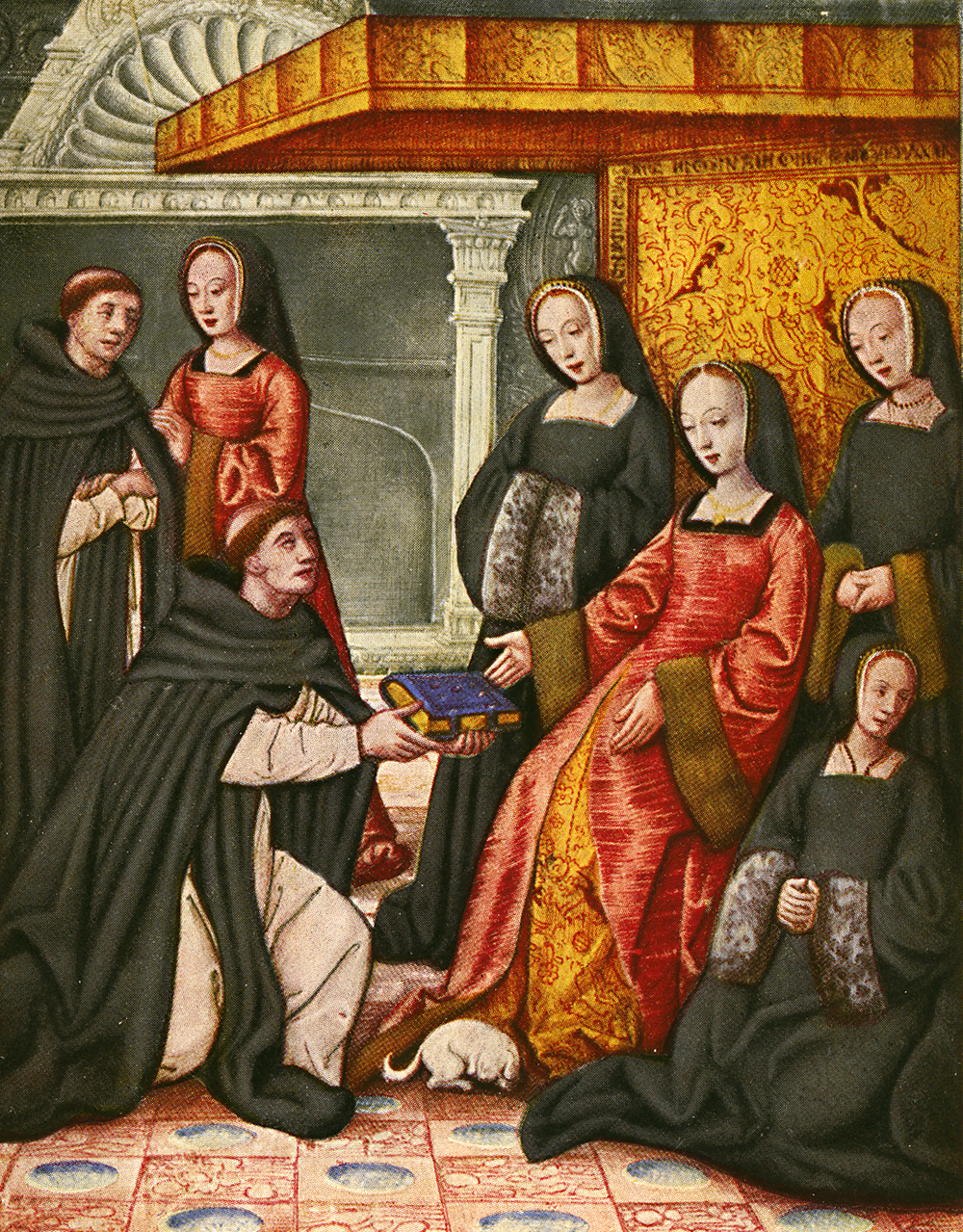
Анна Бретонська
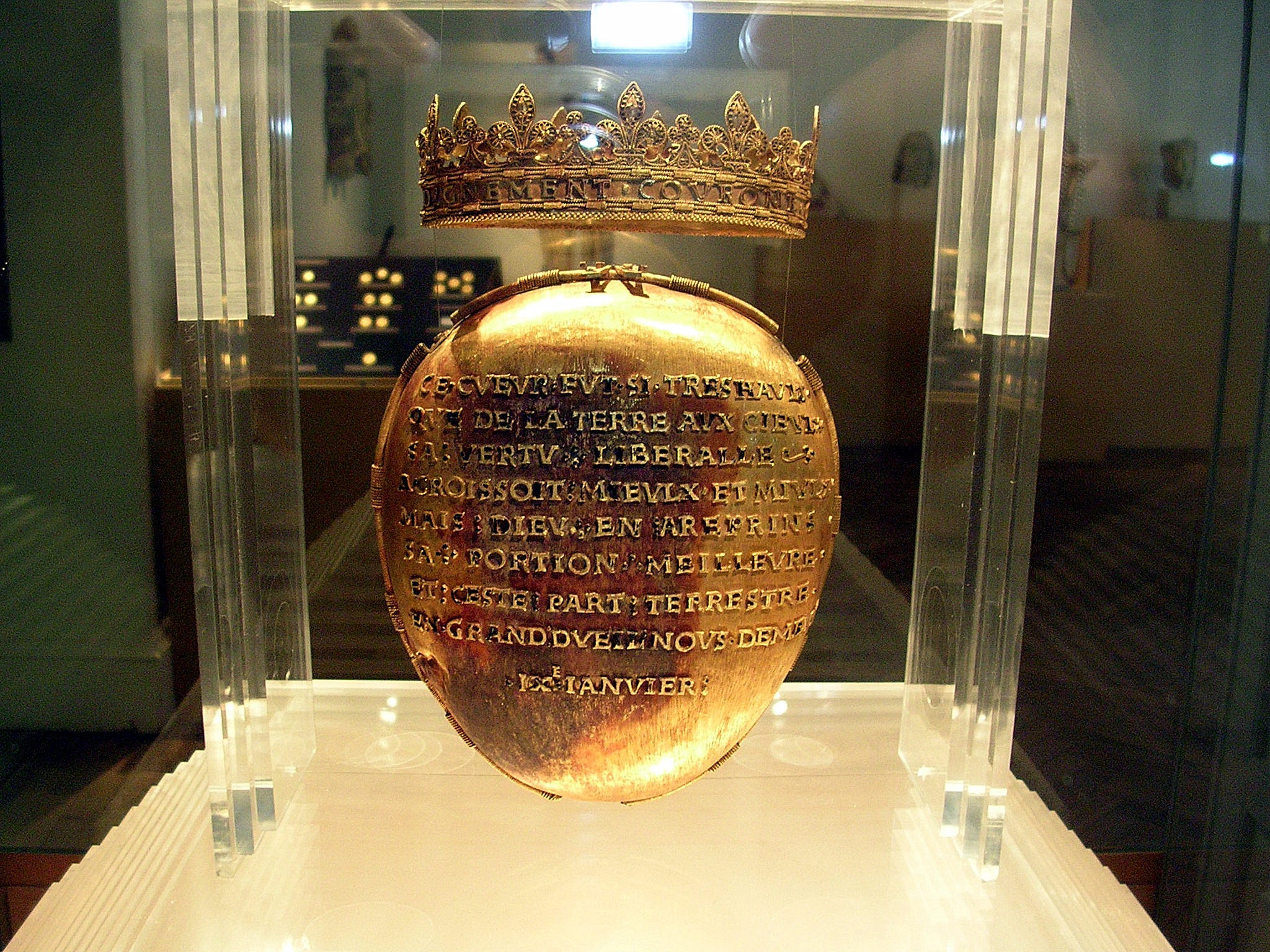
Серце Анни
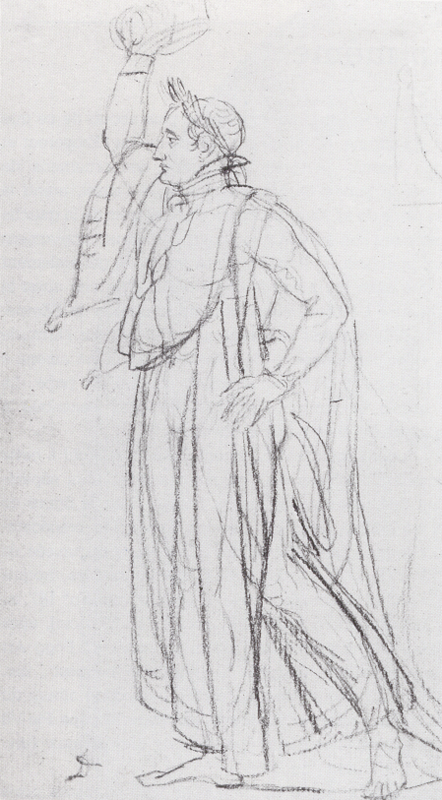
Коронація Наполеона
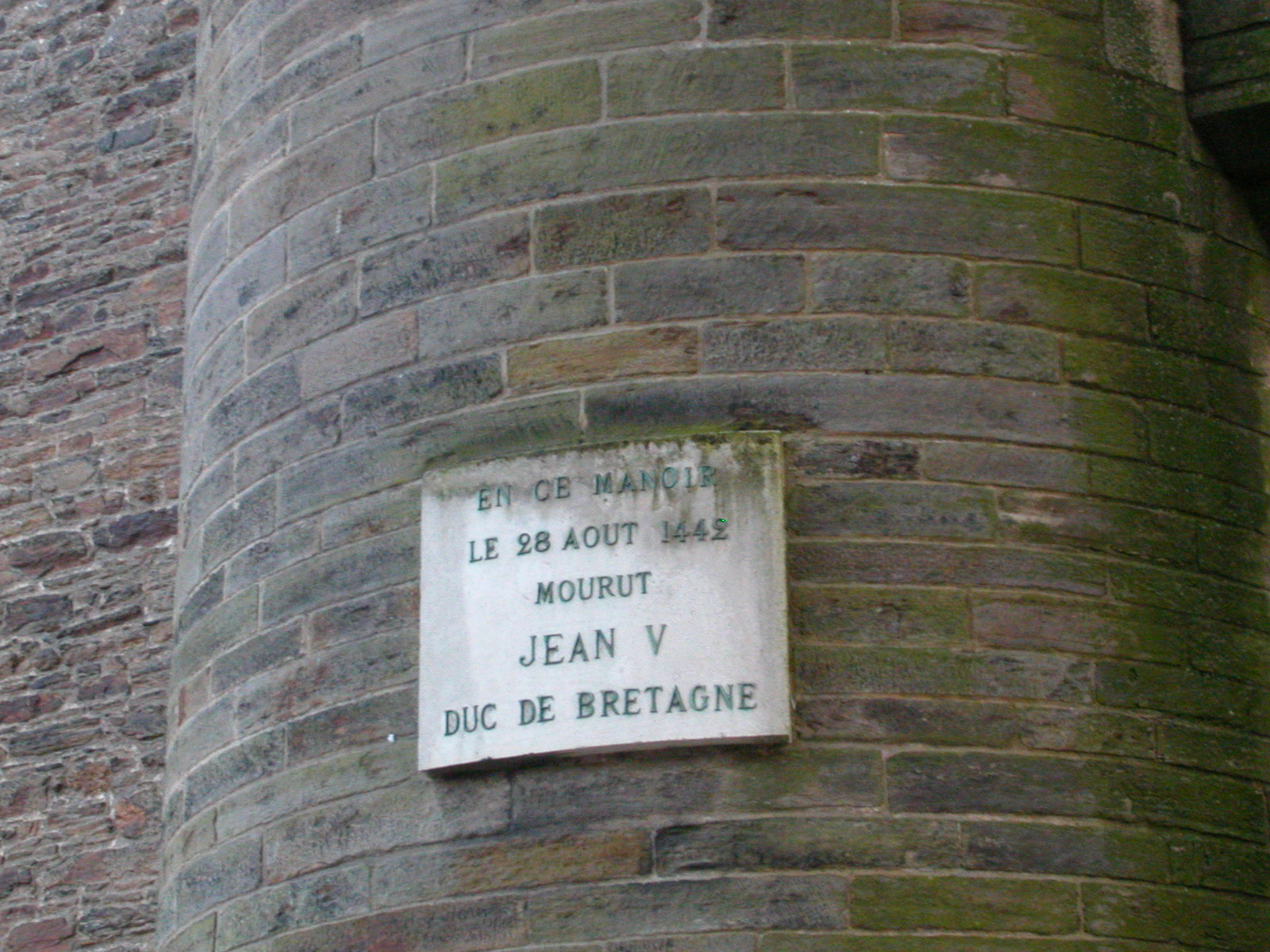
«Plaque of John V»
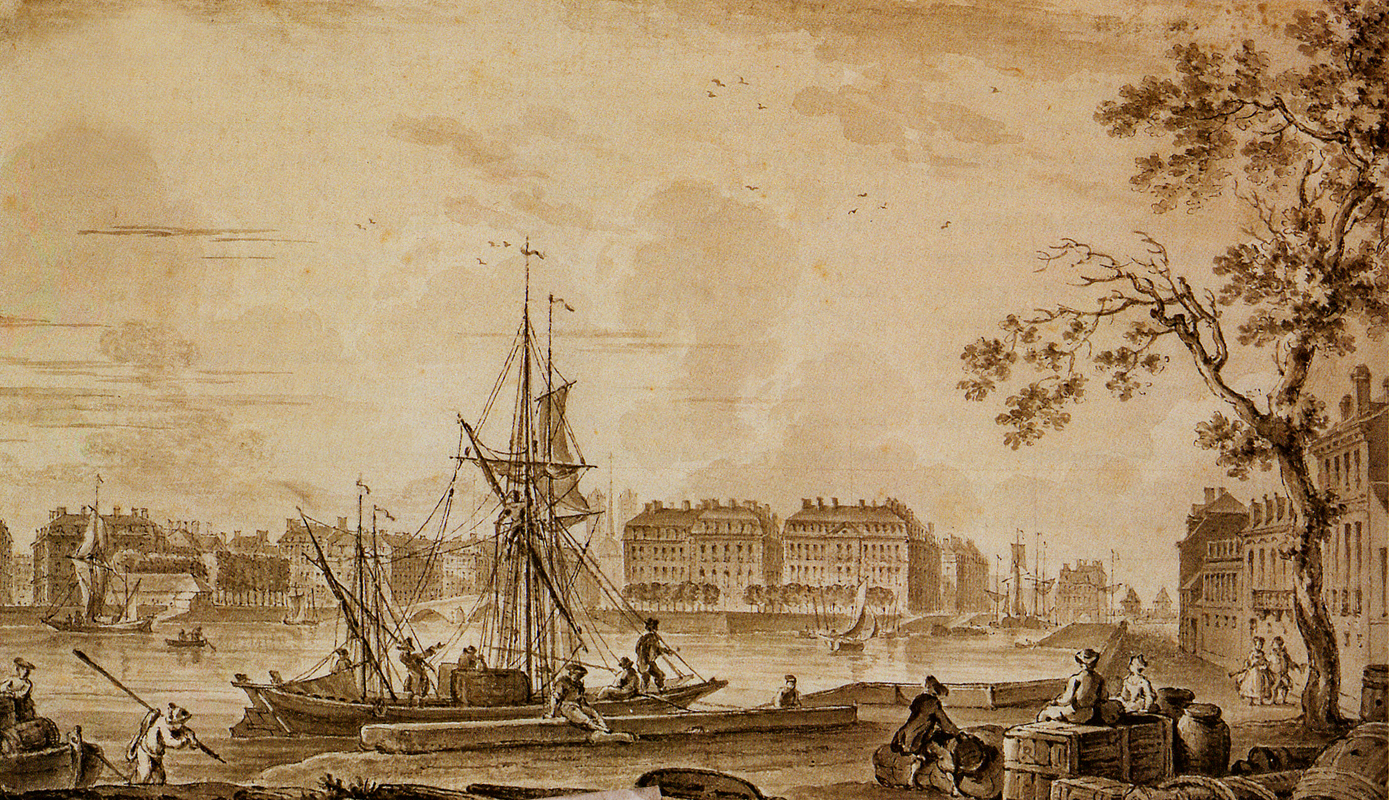
Вид на порт Нанта